# تپه شورچه ۱۲-K
تپه شورچه ۱۲-K مربوط به دوران پیش از تاریخ ایران باستان تا دوران‌های تاریخی پس از اسلام است و در شهرستان کنگاور، روستای شورچه واقع شده و این اثر در تاریخ ۱۰ دی ۱۳۸۱ با شمارهٔ ثبت ۶۶۳۸ به‌عنوان یکی از آثار ملی ایران به ثبت رسیده است.